# Officine Morando Silvio & Figlio
Le Officine Morando Silvio & Figlio (successivamente Morando Impianti) sono state un'azienda produttrice di macchinari per la produzione di laterizi forati, inaugurata nel 1920 ad Asti da Silvio Morando e suo figlio Giuseppe. Parte ora del gruppo Rieter Morando, lo stabilimento storico di Corso Torino è attualmente un sito di archeologia industriale.

## Storia
All'inizio del XX secolo la famiglia Morando svolgeva l'attività di riparazione di macchine da cucire. Nel 1920 Silvio Morando e suo figlio Giuseppe aprirono, nell'attuale via Corridoni, una piccola officina per la produzione di macchinari al servizio della produzione dei laterizi forati. L'attività si rivelò profittevole, e già nel 1926 venne trasferita in Corso Torino, conosciuta come “via delle fornaci” perché vi si affacciavano diversi impianti di produzione di laterizi: Fornace Cellino, Fornace Celoria, Fornace Bottini e Fornace Morando.
Il periodo del boom economico tra gli anni '50 e gli anni '60 segnò una grande crescita per l'azienda, tanto che per far fronte alle continue commesse Giuseppe Morando decise di raddoppiare lo stabilimento oltre ad aprirne uno in Brasile. Nel 1960 l'azienda venne rinominata Morando Impianti e venne inaugurato il nuovo sito produttivo in Corso Don Giovanni Minzoni. Nel 1975 il nuovo stabilimento si estendeva su una superficie totale di 66 230 metri quadrati, dei quali 47 550 coperti.
Fino agli anni 2000 il complesso era il risultato di numerosi interventi di addizione e sostituzione di fabbricati esistenti, costituito soprattutto da capannoni e tettoie prefabbricate con altezze variabili, e dagli edifici che ospitavano gli uffici posti in Corso Torino e via Goito. Dal punto di vista urbanistico era compreso in un’ “Area residenziale di trasformazione occupata da impianti produttivi da rilocalizzare”.
Nel dicembre del 2018 la Morando Impianti confluì, assieme all'azienda tedesca Keller HCW GmbH, nella Rieter Morando con sede a Costanza, a sua volta controllata dalla società belga Gruppo Europeo Legris Industries. Il nuovo sito di Asti si trova in Località Rilate, e si concentra soprattutto su ricerca e sviluppo, mentre al sito di Costanza competono manutenzione e ricambi. Lo stabilimento storico di Corso Torino è ora al centro di un piano di sviluppo legato all'archeologia industriale.